# Vicia tenuifolia
Vicia tenuifolia é uma espécie de planta com flor pertencente à família Fabaceae. 
A autoridade científica da espécie é Roth, tendo sido publicada em Tentamen Florae Germanicae 1: 309. 1788.
O seu nome comum é ervilhaca-da-serra.

## Portugal
Trata-se de uma espécie presente no território português, nomeadamente em Portugal Continental.
Em termos de naturalidade é nativa da região atrás indicada.

## Protecção
Não se encontra protegida por legislação portuguesa ou da Comunidade Europeia.